# نظارات الثلج

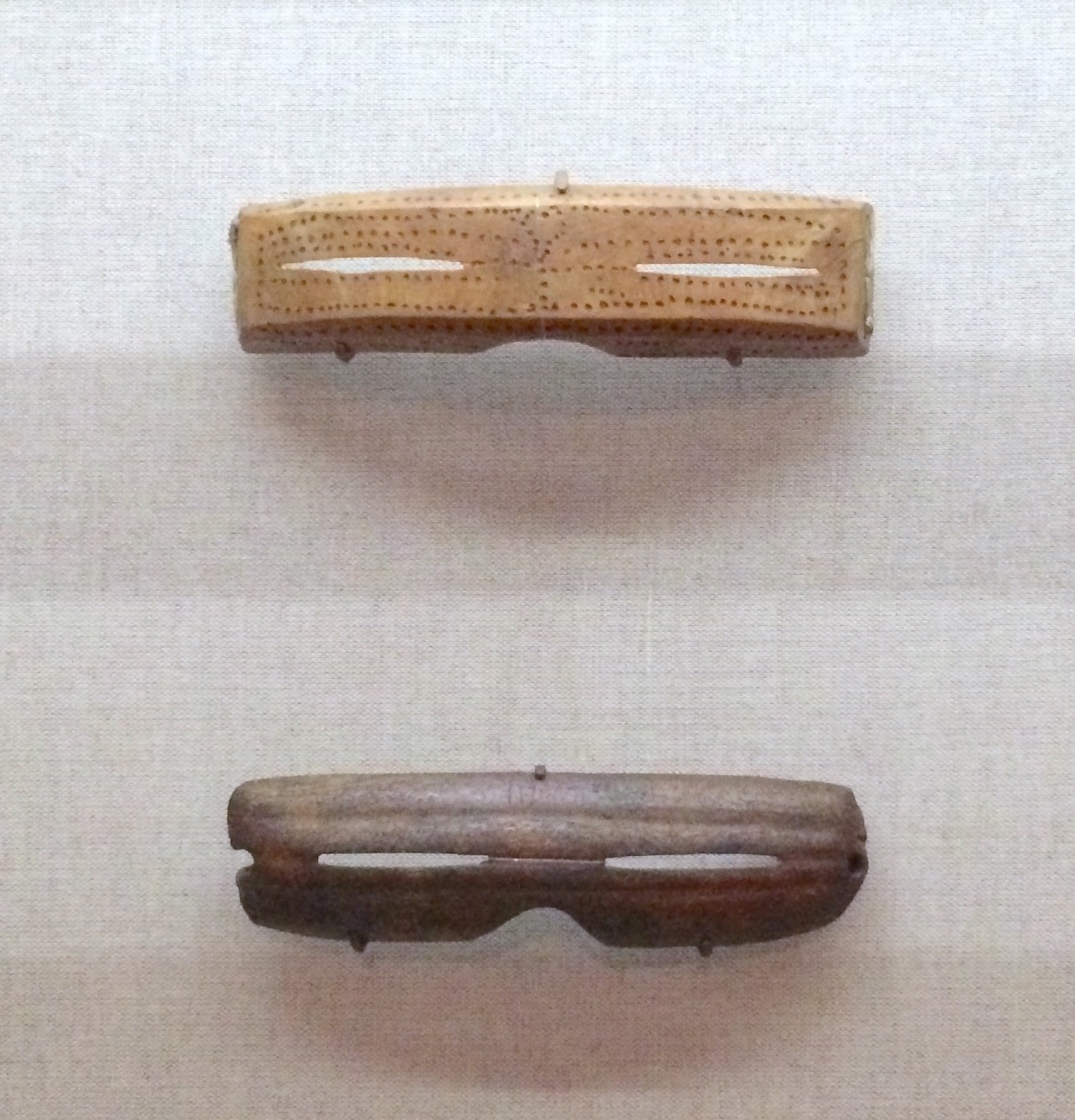
نظارات ثلج الإسكيمو من ألاسكا. مصنوعة من الخشب المنحوت، 1880-1890

نظارات الثلج هي نوع من النظارات تستخدم تقليدياً من قبل الإنويت واليوبك، المعروف سابقاً باسم إسكيمو، شعوب القطب الشمالي لمنع العمى الثلجي.
النظارات مصنوعة تقليديًا من الأخشاب الطافية (خاصة شجرة التنوب)، والعظام، والعاج، وقرون الرنة، أو في بعض الحالات عشب الشاطئ. تم نحت قطعة العمل لتناسب وجه مرتديها، وتم نحت واحدة أو أكثر من الشقوق الأفقية الضيقة من الأمام. يتناسب الحراس بشكل محكم ضد الوجه بحيث يدخل الضوء الوحيد من خلال الشقوق، ويتم أحيانًا استخدام السخام في الداخل للمساعدة في تقليل الوهج. تصنع الشقوق ضيقة ليس فقط لتقليل كمية الضوء الداخلة ولكن أيضًا لتحسين حدة البصر. كلما زاد عرض الشقوق زاد مجال البصر.

## المصطلحات
تشمل الكلمات من لغة الإنويت، مثل inukhuk / inuksuk ، قد تستخدم كلمة مختلفة في اللهجات المختلفة. في لهجة Kivalliq، يتم استخدام ilgaak (ᐃᓪᒑᒃ)، في حين تستخدم لهجة شمال Baffin iggaak (ᐃᒡᒑᒃ). وتستخدم كلتا الكلمتين أيضًا للإشارة إلى النظارات الشمسية.
في وسط Yup'ik، تسمى نظارات الثلج (nigaugek)، بينما في Cup'ig تسمى (igguag). وكلمة iyegaatek في سيبيريا يوبيك.